# Oost-Falkland
Oost-Falkland (of East Falkland) is het oostelijke hoofdeiland van de Falklandeilanden. Op dit eiland liggen onder andere de hoofdplaats Stanley en de nederzetting Goose Green, waar in de Falklandoorlog van 1982 hard gevochten is.
Het zuidelijke deel van het eiland, door een landengte verbonden met het noordelijke deel, staat bekend als Lafonia.
Andere nederzettingen op het eiland zijn Port Louis, Darwin, Port San Carlos, San Carlos, Salvador, Johnson's Harbour, Fitzroy en Mare Harbour. Het eiland heeft in totaal 2197 inwoners (2001). Er liggen ook twee internationale luchthavens op Oost-Falkland: één bij de hoofdstad Port Stanley, de ander bij Mount Pleasant, waarbij ook een Brits legerkamp ligt met circa 1.700 militairen. Op dit eiland wordt momenteel veel geïnvesteerd in de infrastructuur en met name in de wegen, die geasfalteerd worden. Dit omdat men veel olie rond deze eilanden vermoedt. Ook de bevolking is hierdoor gegroeid.
Het eiland heeft een oppervlakte van 6760 km².
Oost-Falkland wordt gescheiden van West-Falkland door de Falkland Sound.